# Penion sulcatus
Penion sulcatus är en snäckart som först beskrevs av Jean-Baptiste Lamarck 1816.  Penion sulcatus ingår i släktet Penion och familjen valthornssnäckor. Inga underarter finns listade i Catalogue of Life.